# كرش (تشريح)

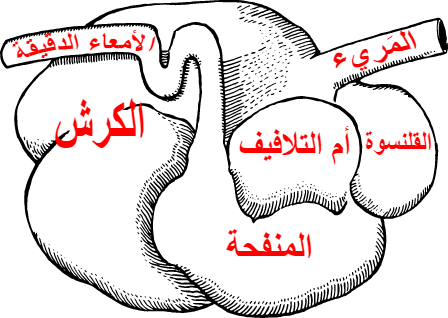
الجهاز الهضمي لدى المجترات

الكَرِش أو الكِرْش (بالإنجليزية: Rumen)‏ يشكل الجزء الأكبر من تجويف الكرش والقلنسوة وهو أول غرفة في القناة الهضمية للحيوانات المجترة، وهو بمثابة الموقع الرئيسي الأول للتخمر الميكروبي للأعلاف المبتلعة. الجزء الأصغر من تجويف الكرش والقلنسوة هو القلنسوة وهي إستمرارية للكرش لكنها تختلف عنه فيما يتعلق ببنية البطانة.